# Abobo's Big Adventure
Abobo's Big Adventure é um jogo paródia on-line gratuito em Flash.

## Desenvolvimento
O desenvolvimento do jogo começou em 2002 com o fundador do I-Mockery, Roger Barr, que pretendia torná-lo seu primeiro jogo eletrônico de longa duração baseado em Flash e que estrelasse seu personagem favorito do NES, Abobo (um dos vilões do clássico jogo Double Dragon). Trabalhando com um programador apelidado de "Bane", eles fizeram vários níveis iniciais. Entretanto, o jogo foi adiado por vários projetos paralelos, incluindo um jogo com um conceito similar chamado "Domo-Kun's Angry Smashfest". Ele depois retornaria ao jogo com a ajuda dos desenvolvedores Nick Pasto da PestoForce e "Pox" da  The Pox Box, e depois de mapear o roteiro, decidiu iniciar o projeto do zero em 2006 devido à insatisfação com o trabalho anterior e o sentimento de que a programação original afastou-se muito da impressão de um NES real.
O desenvolvimento dos níveis foi feito ao jogar títulos de NES e tomar notas de quais personagens eles queriam incluir e onde. Ao invés de cada nível ter somente um grupo de inimigos do mesmo jogo, eles iriam ao invés disso fazer um tributo ao sistema como um todo e apresentar uma variedade deles. Durante o curso do desenvolvimento, projetos menores também foram feitos de modo a mantê-los motivados e cumprir obrigações financeiras. Em 2009, os primeiros três níveis do jogo foram completados e revelados na San Diego Comic-Con, jogáveis com um controle de NES como pretendido inicialmente. Com o jogo bem recebido, eles continuaram o trabalho, usando a experiência do teste para consertar bugs e problemas, e em 2010 apresentaram o jogo na Comic-Con seguinte em um gabinete arcade free-to-play, com arte criada por Jeff Bandelin da Newgrounds.
Apesar do jogo ter sido adiado por um longo tempo em 2011, eles pretendiam lancá-lo no final de dezembro. Em setembro daquele ano, Barr levou com ele o jogo a uma turnê de comédia a qual foi convidado a participar com Keith Apicary, e apresentou-o em vários fliperamas e lojas de jogos eletrônicos. Um trailer oficial foi exibido logo depois, e em resposta a inúmeras doações que receberam, eles começaram a trabalhar num jogo menor chamado "Aboboy's Small Adventure" para qualquer um que doou, embora ele tenha empurrado a data de lançamento do projeto completo para mais adiante. Em 11 de janeiro de 2012 o jogo foi lançado no Newgrounds.com, com um tutorial explicando como jogar o jogo com um controle de NES. Uma versão para download do jogo é também tencionada a ser lançada depois de completar o debugging, enquanto o time planeja continuar a mostrar o gabinete arcade em várias convenções.

## Jogabilidade
O objetivo do jogador em Abobo's Big Adventure é prosseguir por diferentes níveis do jogo usando Abobo de Double Dragon para resgatar seu filho, Aboboy. O jogo em si é dividido em oito diferentes sub-jogos que se seguem, cada um uma homenagem a um jogo em particular: Double Drabobo, Super Mabobo, Urban Chabobo, Zeld Abobo, Balloon Abobo/Pro Wrabobo, Mega Mabobo, Contra Bobo, e Punch Abobo. Cada jogo faz uso das teclas direcionais para controlar o movimento do personagem, enquanto as teclas 'A' e 'S' desempenham funções relacionadas ao sub-jogo em particular, como socar e chutar, respectivamente. Com a exceção de Contra Bobo sob uma circunstância específica, cada sub-jogo é single-player.[carece de fontes?]

## Recepção
O jogo foi positivamente recebido em seu lançamento. A GameSpy elogiou seu trabalho, chamando-o de "mãe de todas as homenagens 8-bit de jogos eletrônicos em Flash" A revista mexicana Cine Premiere considerou-o divertido, e um bom modo de reviver a nostalgia dos videogames 8 e 16-bit. A GameZone o descreveu como "parte paródia e parte tributo" ao NES, posteriormente chamando a sua história de "não cafona. Em vez disso, ela é de todo o tipo de bacanidade." A Eurogamer.it o considerou um "sério candidato para 'Jogo do Ano' 2012" e "O tributo final para o NES", descrevendo-o adiante como bem-feito e muito difícil. Adam Smith da Rock, Paper, Shotgun declarou que enquanto a combinação de vários estilos de sprites poderiam ser reminiscentes de várias webcomics, o jogo foi criado com as influências originais em mente, não somente os personagens. Ele posteriormente acrescentou que ele foi uma "série bem projetada de pequeninos jogos que muitas vezes não conseguem capturar os prazeres dos originais". A Wired chamou-o de uma "paródia 8-bit feita certo", posteriormente elogiando-o por desviar-se de títulos similares por oferecer mais que gráficos e sons simplificados, e que "o destemor com que ele zomba aqueles heróis dos tempos dourados retrata ao mesmo tempo um amor quase tangível por eles". Os editores Jeremy Parish e Bob Mackey da 1UP.com ambos elogiaram o jogo, com Parish questionando se borraram a linha entre "paródia e apropriação [...] você poderia explicá-lo como sendo uma expressão Dadaísta", enquanto Mackey afirma que ele ainda sentia que era paródia, mas que os controles para cada aspecto do jogo tinham sido replicados "exatamente". No entanto, ambos os editores expressaram dúvidas de que o jogo iria permanecer on-line por muito tempo devido aos problemas com direitos autorais e sentiram que ele era "legalmente questionável", em particular Mackey, que chamou o jogo de "As Aventuras de Cessar e Desistir".